# エンバーミング

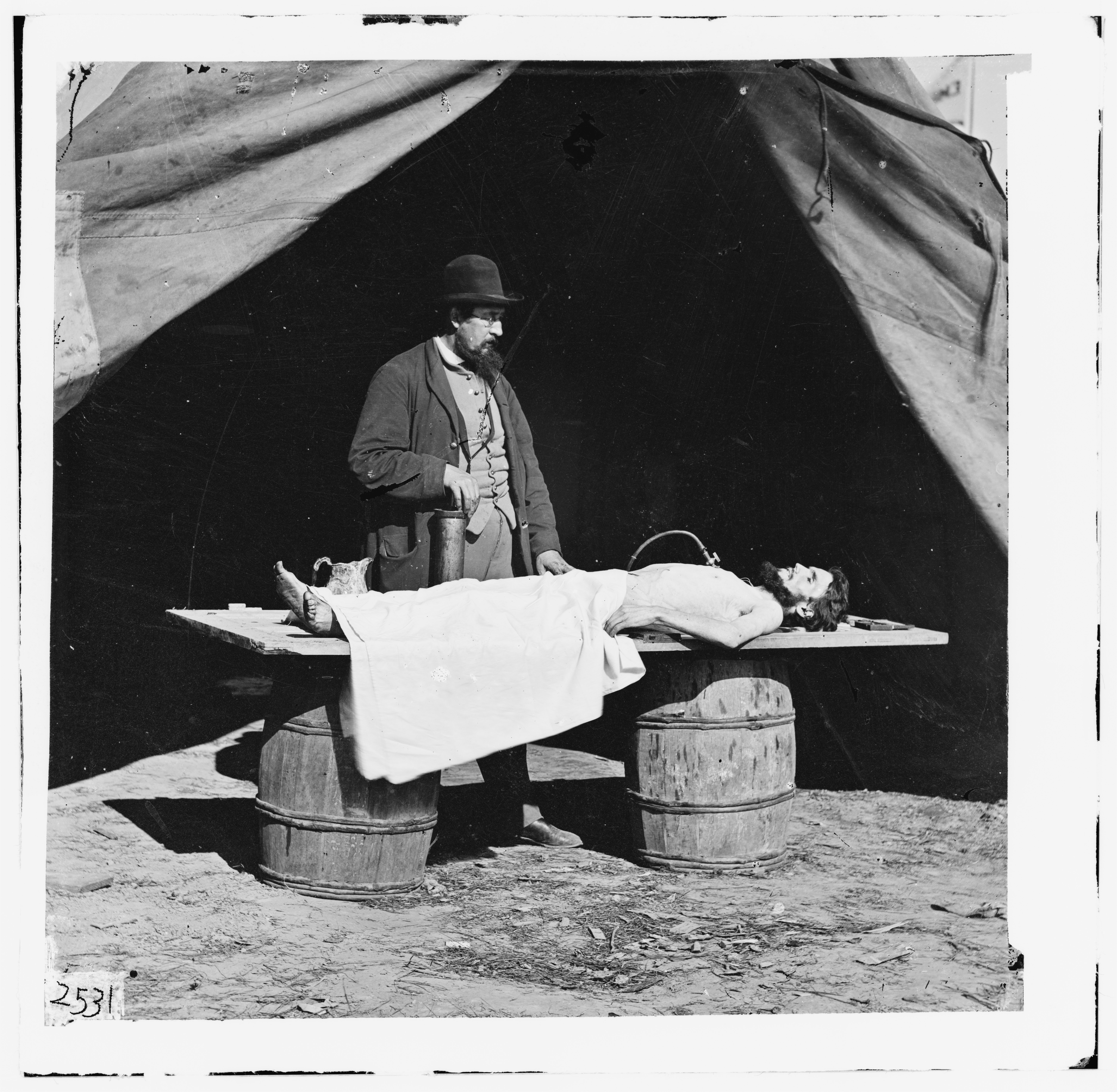
エンバーミングは南北戦争中にアメリカ合衆国で広まった。

エンバーミング（英語: embalming）とは、遺体を消毒や保存処理、また必要に応じて修復することで長期保存を可能にする技法。日本語では遺体衛生保全（いたいえいせいほぜん）という。土葬が基本の北米等では、遺体から感染症が蔓延することを防止する目的もある。

## 概要
人間をはじめとした動物の肉体は死後、臓器の消化酵素や体内中の微生物によって分解が始まる（腐敗、自己融解）。また同時期に腐肉食性のクロバエ、ニクバエの幼虫（いわゆる蛆）の摂食活動により損壊が進む。腐敗の程度は気温、湿度、衛生環境などによって大きく変動するが、数日で目に見える死体現象が生じ、数週間から数か月で腐敗が進行しきり、白骨化する。こうして腐敗の進んだ死体は、結核菌などの病原菌を有していたり悪臭のする体液が漏出することがある。また死後変化による外見上の変化はおおよそ見るに耐えないもの（乾燥による陥没や死体ガスによる膨張、死斑などは遺体の状態にかかわらず起こりうる）が多く、遺族に精神的なストレスやショックを与える場合がある。このような死体（遺体）の腐敗や変化を薬液の注入により遅延させ、損傷部位を修復することで葬送まで外観や衛生を保つのがエンバーミングの役割である。また、遺体の輸送や葬送を行う施設の順番待ちと言った理由から、遺体保冷庫では時間を賄えない場合にエンバーミングが用いられることがある。国内外への遺体の輸送にエンバーミング処置を義務付けている国もある。

## 工程
日本においてのエンバーミングとは、エンバーマー（Embalmer）と呼ばれるIFSA（一般社団法人 日本遺体衛生保全協会）のエンバーマーライセンスを取得した者や医学資格を有した医療従事者によって、化学的・外科学的に遺体を処置されること。
現代のエンバーミングは、具体的には以下の方法で行われている。
1. 全身の消毒、および洗浄を行う。
2. 遺体の表情を整え、必要に応じて髭を剃るなどの処置を行う。
3. 遺体に小切開（主に頸部など）を施し、動脈より循環器経路を使用し防腐剤を注入。同時に静脈より血液を排出する。
4. 腹部に約1cmの穴を開け、そこからトローカーと言われる金属製の管を刺し胸腔・腹腔部に残った体液や、腐敗を起こしやすい消化器官内の残存物を吸引し除去する。また同時にそれらの部分にも防腐剤を注入する。
5. 切開を施した部位を縫合する。この時、切開を行った部分にはテープ等を貼り目立たなくする。事故などで損傷箇所がある場合はその部分の修復も行う。
6. 再度全身・頭髪を洗浄し、遺族より依頼のあった衣装を着せ、表情を整え直した上で化粧を施し納棺する。

上記の処置を行われた遺体は長期の保存が可能である。IFSAでは自主基準により海外搬送のケースを除き火葬埋葬までの日数を50日以内と定めている。処置後、定期的なメンテナンスを行うことにより、ある程度生前の姿を維持し保存することが可能である。

## 歴史
エンバーミングの始まりは古代におけるミイラにまで遡る事ができる。防腐、修復といった処置からは、今日のエンバーミングと共通した意義を読み取れる。
近代においてエンバーミングが急速に発展する契機となったのは、1860年代アメリカの南北戦争であるといわれている。当時の交通手段では、兵士の遺体を故郷に帰すのに長期間を要し、遺体保存の技術が必要とされた。さらにベトナム戦争により、同じ理由で、一層の技術的発展をみた。

## 宗教的解釈
キリスト教では、最後の審判に際し死者の復活の教義を持つため、伝統的にカトリック教会の見解として火葬を禁止してきた。しかし20世紀に入って、1913年にはチェコ・カトリック教会、1944年に英国国教会、1963年にフランス・カトリック教会が「火葬は教義に反しない」と火葬を認めた。これに遅れて、1965年には、カトリック教会が教令1203条の「火葬禁止令」を撤廃し、バチカンの正式見解として「火葬は教義に反しない」としたため、地域による格差はあるものの、徐々に火葬が許容されつつある。

## 世界におけるエンバーミング
エンバーミングはアメリカやカナダ等では一般的な遺体の処理方法となっており、死後エンバーミングを行い、葬儀を行うという一連の流れが確立している。
アメリカでは、州によっては移動距離によってエンバーミングを義務づけるなど、州レベルの法整備がなされ、エンバーマーの教育・資格制度も整備されている。ただ、大都市部や西海岸地区、ハワイでのエンバーミング率は低く、火葬の拡大も伴ってアメリカ全土でのエンバーミング率は近年低下している。
また社会主義国の指導者を権威を高めるためにエンバーミングをするだけでなく、常にメンテナンスをすることで生前の姿を保ちながら展示し続けているケースがある。ロシア革命を主導したソ連のウラジーミル・レーニンがエンバーミングされてレーニン廟で生前の姿を保ちながら展示され続けたのを前例とし、何人かの社会主義国の指導者に生前の姿を永久に展示することを目的にエンバーミングとメンテナンスをする例が出てくるようになった。

## 日本におけるエンバーミング
日本国内のエンバーミング処置件数は年々増加の傾向にある。日本に導入された1988年には191件だったものが、2011年には2万3000件以上、2015年には3万3000件以上となった。2018年3月時点で処置を請け負う施設が58カ所あり、費用は15万円-20万円程度である。こうした背景としては、延命治療や高度治療の結果として処置しない場合の遺体が速く腐敗しがちになっていることや、家族葬などで故人をゆっくり美しく見送りたいと考える遺族の増加が指摘されている。
日本では遺体の99%以上が火葬されていることから、エンバーミングは「遺体の保存・保全」のみが目的ではなく、上記のように「安らかな生前のような表情に」等、より良いお別れにかかわる目的も存在する。病院などで死亡した場合、遺体は速やかに看護師らによって体液や便の排出、全身の消毒処置（いわゆるエンゼルメイク、エンゼルケア）が行われるため、欧米と比較すると感染症のリスクは低い（現在エンゼルケアを行わない病院もある）。日本国内で死亡した人を国外に移送する場合や、外国で死亡した日本国籍の人を移送する場合、エンバーミングを行うことがある。

### 歴史
日本においては、キリスト教圏やイスラム教圏のような「最後の審判」に備えて遺体の保存を望む信仰や、それに伴う火葬への禁忌・抵抗感の様な概念は乏しい傾向がある。また、江戸期には馬車が存在しておらず、もしも仮に旅先や遠い奉公先において急死者が出て、その遺体を遠隔地に搬送するとなれば実質的には長持などを用いて人力に頼らざるを得ず、一般庶民のレベルでは遺体をそのままの姿で長距離輸送するという考え方も選択肢も存在していなかった。
近代以前の数少ない例としては、1489年（長享3年）に六角氏征伐のために近江国に在陣中に急死した室町幕府第9代将軍足利義尚の遺体を葬儀の開催地である京都に移すまでの間、遺骸の腐臭を防ぐ目的として口と目と鼻に水銀が注入された例や、1711年（正徳元年）6月18日に死去した福岡藩藩主の黒田綱政の遺体がお家騒動になるのを恐れた家老によって防腐処置された例が知られている。この考えは欧米人によって馬車と牽引用の重種馬が持ち込まれた幕末から明治期、そして動力近代化が進んだ明治後期以降も本質的にはあまり変わることなく、戦時中も戦死者は現地で火葬され、戦後もまた長らく、多数の死者が発生した災害や事故では現地で火葬許可を得て早々に荼毘に付して遺骨を持ち帰るという形が一般的であった。長らく土葬習慣が残っていた地域も多いが、これらでも火葬も完全には否定されておらず、火葬の技術の進歩や施設の導入によって急速に土葬が衰退した。したがって死体現象の進行や伝染病の感染リスクが低く日本においては欧米圏の様なエンバーミングの習慣が広まることはなかった。
1991年（平成3年）に厚生省健康政策局医事課は、エンバーミングについての研究班を設置（座長：佐藤喜宣・杏林大学法医学教授）、翌1992年に『わが国におけるエンバーミングのあり方に関する研究』報告書が刊行された。
2003年（平成15年）に「犯罪被害者の遺体修復費用の国庫補助予算」が国会で成立し、海外でテロの被害によって死亡した外務官に対し公費で遺体処置が施された。しかし、公費負担による遺体の修復は、国内では埼玉県などの限られた地域でしか行われていない。また、遺体に対する切開や縫合は認められず、遺体の清拭と化粧・着付けの処置範囲に留まり、遺体の創部へは絆創膏や包帯でのカバーが行われているために、エンバーミングとは言えないのが現状である（費用も数万円でエンバーミング費用の7分の1程度）。同処置は司法解剖と死因調査解剖を受けた遺体に限定されることや、都道府県の予算化が進んでいないことも地域が広がらない原因の一つである。
2018年（平成30年）東日本大震災をきっかけに政府は遺体修復を必要性を痛感するも、エンバーマー養成の構造的なカリキュラムが構築されていなかったことから、法医学者に委嘱し、プロトコルを作成した。

### 法律上の解釈
日本ではエンバーミングに関して制定された法令はない。したがって、事業者や技術者は日本遺体衛生保全協会（IFSA, International Funeral Science Association in Japan）の自主基準に則り、施行している。
民事訴訟の判例においては、日本遺体衛生保全協会が規定している自主基準、関係する法令を遵守し、また尊厳を持ち行われた場合、遺体に対する配慮と遺族の自由意志に基づいたものである限り、医学資格を有しない者がエンバーミングを行なっても違法とは言えない。
そのため、エンバーミングを行う前に、遺族に内容の説明をし、理解し同意の上で「依頼書」に署名をもらうことを厳守しなければならない。

### エンバーミングの問題点
近年、日本でも遺体の修復や保存に関する商品化が葬儀業界内で高まりつつあり、葬儀業界団体である日本遺体衛生保全協会（IFSA, International Funeral Science Association in Japan）が1994年に設立され、環境省からの行政指導を受けながら、エンバーミングを日本に定着させようとする動きがある。
日本でエンバーミングを行う場合、葬儀の商業行為の一つのオプションとして行われるが、日本では長期保存の文化はなく、葬儀社などが有している遺体保冷庫による低温保存が主となる。国内の葬儀社で行われているエンバーミングはアメリカやカナダの州資格を持った外国人が担当することが多く、その作法は彼らの州法や規則に従い行われ、企業内での教習も日本国内の法や規制には即していない部分も多い。そのため日本の文化、法律に適した作法を有するエンバーマー（遺体衛生保全士）の養成が課題となっている。しかし、エンバーマーは多種多様な葬儀に関する知識のほか、医学、解剖学、組織学、公衆衛生学、化学といった幅広い知識も必要な専門職であるが、現在その公的な資格はなく、葬儀業界団体の認定資格や企業内資格に留まっている。
医療機関の中ではエンバーミングを行う施設もあるが、医師や医療関係者が行うエンバーミングであっても法規制に則ったものではなく（しかしながら行政指導を受け設けられたIFSAの自主基準は、有事の際一定の効力を持つといえる）、医療行為の中での立場（医療行為の範疇、費用の算出方法など）に問題がある。また、エンバーミングの費用も日本では全社統一価格が設定されており、業界による価格調整も指摘されている。

## エンバーミングされた著名人
民族主義・社会主義などの政治形態をとった全体主義国の指導者の遺体については、定期的なメンテナンスを行うことで生前の姿のまま保存展示を目的とした永久保存処置が施されている例がある。　
エンバーミングされた政治指導者（死去順）
- ダムディン・スフバートル（モンゴル） - 撤去
- ウラジーミル・レーニン（ソ連）[注 3]
- ムスタファ・ケマル・アタテュルク（トルコ）
- ゲオルギ・ディミトロフ（ブルガリア） - 撤去
- ホルローギーン・チョイバルサン（モンゴル） - 撤去
- ヨシフ・スターリン（ソ連） - 撤去
- クレメント・ゴットワルト（チェコスロバキア） - 撤去
- ゲオルゲ・ゲオルギュ＝デジ（ルーマニア） - 撤去
- ホー・チ・ミン（ベトナム）
- 蔣介石（台湾）
- フランシスコ・フランコ（スペイン） - 撤去
- 毛沢東（中国）
- アゴスティニョ・ネト（アンゴラ） - 撤去
- フォーブス・バーナム（ガイアナ） - 撤去
- 蔣経国（台湾）
- フェルディナンド・マルコス（フィリピン） - 撤去
- 金日成（北朝鮮）
- 金正日（北朝鮮）

金正日までの人物のうち、永久保存目的のレーニン、ホー・チ・ミン、毛沢東、金日成、金正日と、大陸に埋葬されるまで保存予定の蔣介石、蔣経国以外は、その後の政治的変遷により改葬されて埋葬された。ウゴ・チャベスはいったん永久保存の方針が発表されたが、その後防腐処置の困難などの技術的な理由により断念された（遺体の扱いについては未決定である）。
その他、埋葬ないし火葬に付される予定の人物であっても、国葬等の追悼行事の挙行までに日数を要し、かつその間多数の国民による弔問が予想される場合、遺体にエンバーミングが施される場合は多々ある。
エンバーミングされた、政治指導者以外の人物
- エバ・ペロン
- マリリン・モンロー
- マイケル・ジャクソン
- テレサ・テン
- ニコライ・ピロゴフ
- ジェレミー・ベンサム
- 松本友里[12]
- ロザリア・ロンバルド
- ヨハネ23世
- ピウス10世

## エンバーミングを題材とした作品

### 小説
- ワルタリ「エジプト人」
- 生ける屍の死（1996年、山口雅也 作）
- EM（エンバーミング）（1998年、雨宮早希 作、幻冬舎文庫）
- 天才遺体修復人M この夜の果てで、君を葬送る。 (2018年、[葉月 香]作、[ポプラ文庫])

### ノンフィクション
- エンジェルフライト 国際霊柩送還士（2012年、佐々涼子 著）ISBN 4087815137

### 漫画
- 月の光（1994年、波津彬子 作、佐藤世奈 原作）
- メイカー（1997年、板垣恵介 作）
- 黒鷺死体宅配便（2000年 -、大塚英志 原作、山崎峰水 作画）
- 死化粧師（2002年 - 2013年、三原ミツカズ 作）
- ゴルゴ13シリーズ「生き続ける遺体」（2007年）
- ブラックジャック　作　手塚治虫
- おとむらい（2017年、若狭星　作画、根岸康雄　原作）ISBN 978-4-09-189333-8
- 監察医　朝顔（2006年　原作：香川まさひと・作画：木村直巳　原作）

### 映画
- マイ・ガール（米 1991年）
- 永遠に美しく…（米 1992年）
- EM/エンバーミング（1999年、主演：高島礼子）
- 死化粧師オロスコ（2000年、釣崎清隆監督、ドキュメンタリー）
- おくりびと（2008年）

### ドラマ
- Six Feet Under シックス・フィート・アンダー（米2001 - 2005年、スーパー!ドラマTV/脚本：アラン・ボールほか）
- 死化粧師・エンバーマー 間宮心十郎（2007年、テレビ東京/ドラマ24枠）
- 天国の恋（2013年、東海テレビ）
- 監察医　朝顔第二シーズン（2021年、月9ドラマ枠/フジテレビ）